# Lubbert Adolph Torck

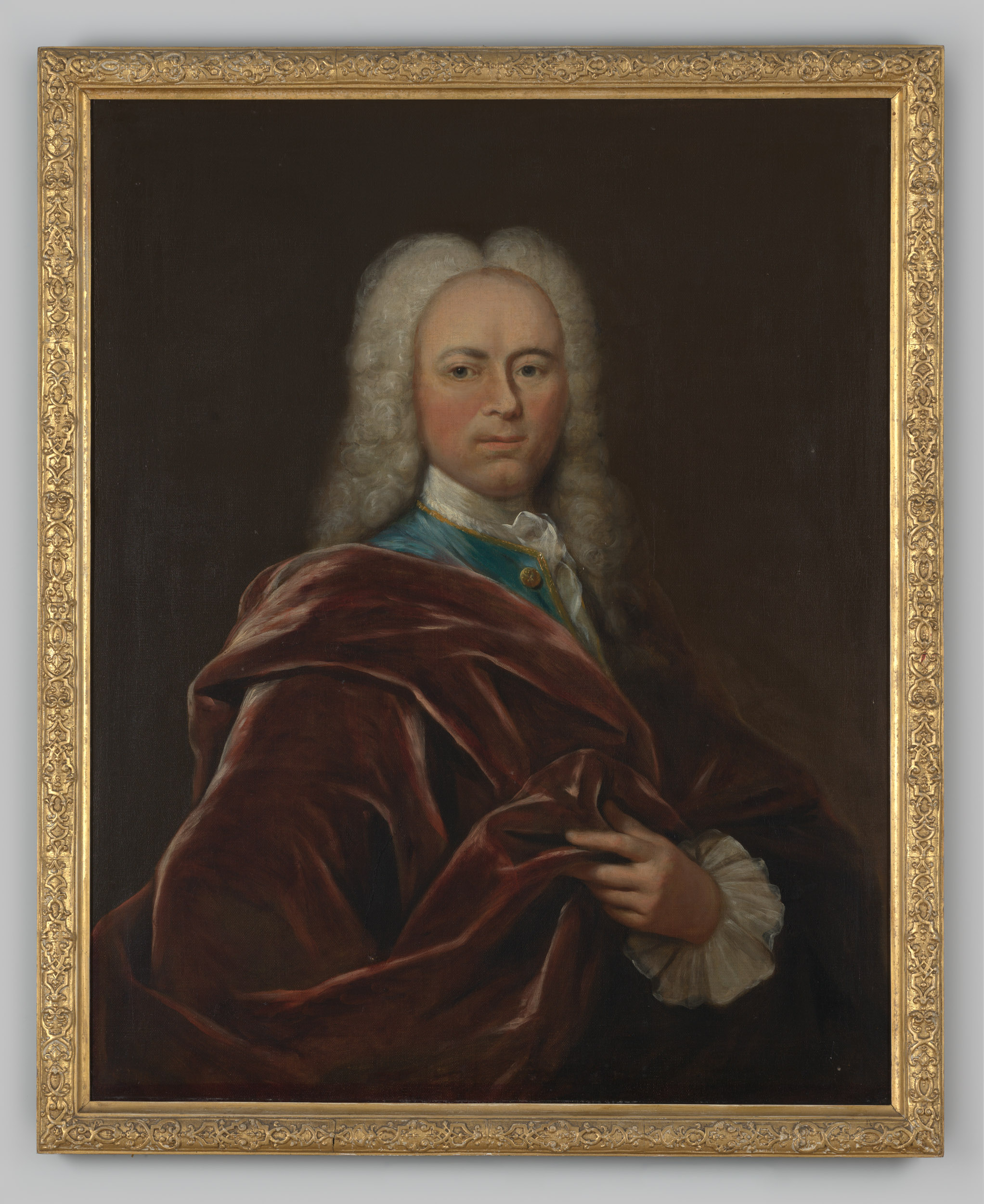
Portret van Lubbert Adolph Torck, Arnold Boonen, 1722

Lubbert Adolph Torck (Den Haag, 5 augustus 1687 – Rozendaal, 11 oktober 1758), heer van Rozendaal, was een Nederlandse burgemeester (Wageningen), ridder en lid van de Admiraliteit van Amsterdam (1717-1744), en lid van de Raad van State (1741-1746).

## Inleiding
Lubbert Adolph Torck, lid van de familie Torck, is gedoopt in Den Haag op 6 augustus 1687 en dus hoogstwaarschijnlijk niet in Wageningen geboren, maar hij is vervolgens toch een van Wageningens markantste inwoners geweest. Tot ver in de negentiende eeuw werd het stadsbeeld bepaald door de door hem gebouwde huizen en mede op zijn suggestie aangelegde openbare voorzieningen.
Wageningens burgemeester Torck was een van die machtige en rijke achttiende-eeuwse regenten, die met de stadhouders samenwerkten als het moest, maar voor het overige nergens voor terugdeinsden om zelf de macht te houden.

## Zijn jeugd
Torck was het eerste kind van Assueer Torck (1656-1698) en Anna Maria (van) Ripperda (1666-1739). De Torcks stamden af van een zekere Lubbert Torck, die in 1516 de stad Dokkum voor keizer Karel V veroverd had. Diens zoon Frederik werd in de Veluwse ridderschap opgenomen. Assueer Torck was lid van de 'Admiraliteit op de Maze' (Admiraliteit van Rotterdam), richter van Wageningen en drost op het kasteel aldaar, een ambt dat de familie sinds 1614 bekleedde.
Toen Assueer in 1698 overleed, bleef zijn vrouw met vijf kinderen achter. Lubbert Adolph, die toen elf jaar was, werd door Willem III bevestigd als richter en drost van Wageningen, en in 1708 werd hij schepen in die stad. Toen hij 23 was, werd hij op zijn verzoek toegelaten tot de Veluwse ridderschap. In 1718 werd hij op voordracht van de Staten van Gelre door de Staten Generaal in de Admiraliteit van Amsterdam benoemd, die belast was met de opbouw, het onderhoud en de uitrusting van een deel van de Nederlandse oorlogsvloot. Het geld daartoe kwam van tol- en belastingheffing rond Amsterdam, het gewest Utrecht en de kwartieren van Zutphen en de Veluwe.

## Zijn huwelijk en daarna
In Amsterdam leerde hij Petronella van Hoorn kennen, met wie hij in 1722 in Den Haag trouwde. Zij was de dochter van Joan van Hoorn en kleindochter van Willem van Outhoorn, die beiden Gouverneur-Generaal van de Vereenigde Oost-Indische Compagnie waren geweest. Petronella was de weduwe van Jan Trip de Jonge, secretaris van Amsterdam, en erfgename van een fabelachtig kapitaal van meer dan een miljoen gulden (vergelijkbaar met ruim elf miljoen hedendaagse euro's). Het huidige landgoed Beeckestijn is grotendeels aangelegd door Jan Trip en zijn vrouw. Lubbert Adolph had in 1721 ook het kasteel Rosendael en de bijbehorende heerlijkheid Rozendaal bij Arnhem geërfd van een oudtante. De eerste barokke tuin van het kasteel werd door de Torcks uitgebreid en verfraaid met de bekende 'bedriegertjes' en de schelpengalerij.

## Lubbert Adolphs carrière

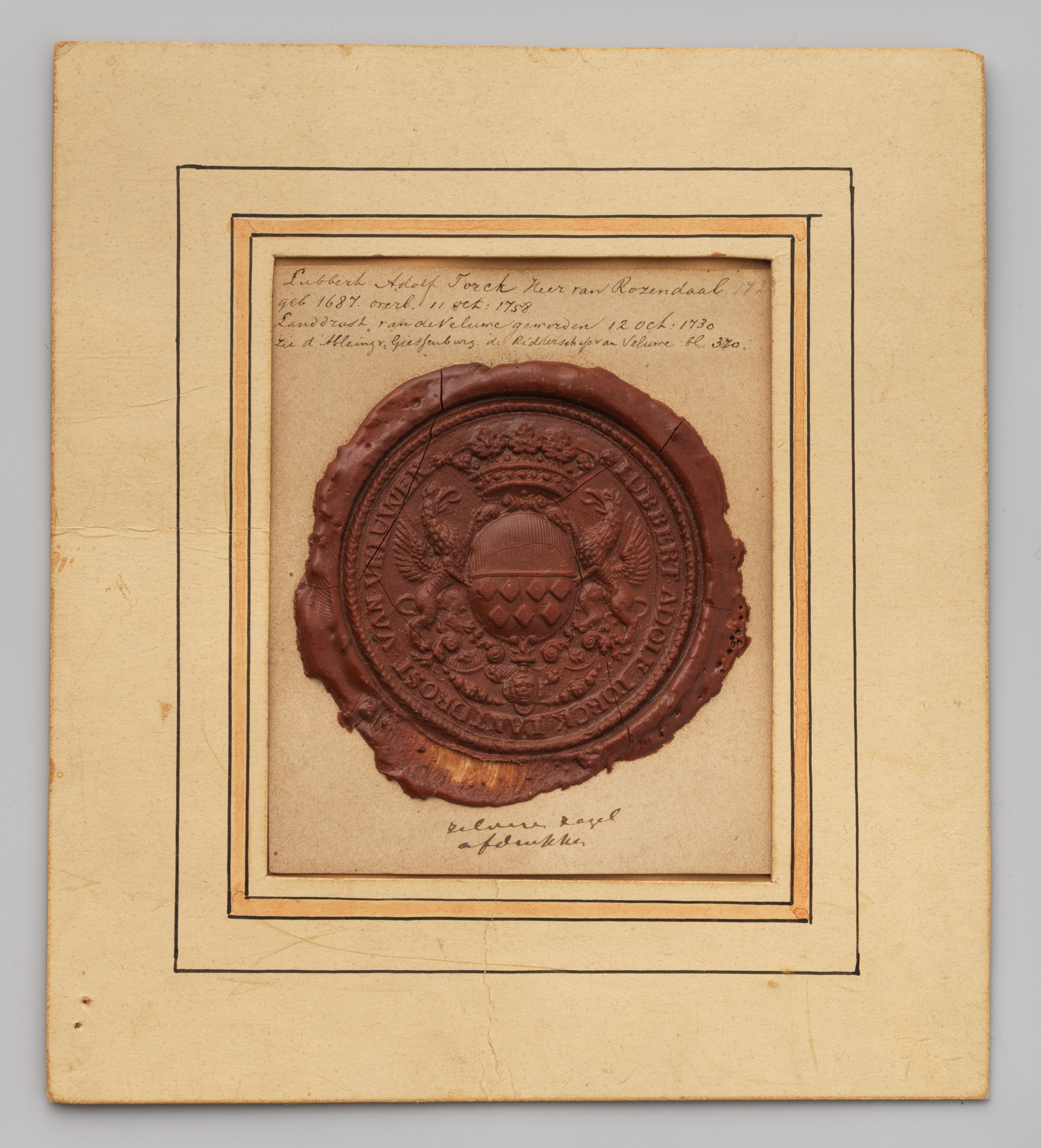
Lakzegel van Lubbert Adolph Torck

In 1730 werd Lubbert Adolph landdrost van de Veluwe. Van 1736 tot en met zijn dood was hij dijkgraaf van Wageningen en Bennekom. Zo groeide zijn invloed door tal van ambten gestaag. 
In 1741 was het de beurt van het kwartier van Veluwe om een Gelders lid in de Raad van State te benoemen. Torck werd benoemd, maar wilde de functie combineren met zijn lidmaatschap van de Admiraliteit. Dat leidde tot weerstanden. Willem Bentinck stelde de zaak aan de orde in de vergadering van de Staten Generaal. Er werd een commissie benoemd, die vaststelde dat het verlangen van Torck niet door de wet verboden was. De Staten Generaal besloten de combinatie toe te staan, maar Bentinck en het gewest Holland lieten het er niet bij zitten. De Hollandse afgevaardigden in de Raad van State kregen last Lubbert Adolph uit de vergadering te weren. Er ontstond een patstelling. Torck bleef tot 1744 lid van de Admiraliteit, maar woonde geen zittingen meer bij.
De achtergrond van het conflict was waarschijnlijk niet zo principieel als zich liet aanzien. De invloedrijke Lubbert Adolph Torck zat als zoveel agenten niet te wachten op herstel van het stadhouderschap van de Oranjes in Holland en dus was het voor de zaak van Oranje van belang dat hij uit de Admiraliteit en liefst ook uit de Raad van State verwijderd werd. Terwijl Engeland oorlog met Frankrijk voerde, bleef Nederland onder andere door toedoen van Lubbert Adolph en zijn broer Frederik Willem, die Gelderland in de Staten Generaal vertegenwoordigde, afzijdig. Hulp aan Engeland werd door Torck en anderen geblokkeerd door middel van vertraging van de besluitvorming in Den Haag. Toen er uiteindelijk toe besloten werd, had Engeland zijn troepen uit de Zuidelijke Nederlanden moeten terugtrekken om een dreigende invasie in Schotland af te slaan. Frankrijk bezette meerdere steden in Vlaanderen en viel in het voorjaar van 1747 Zeeuws-Vlaanderen binnen.
Torck had in 1746 echter al gezien, dat het fout ging, had zijn zetel in de Raad van State opgegeven en was overgestapt naar de Oranjegezinden. Nadat een volksbeweging in januari 1750 de volledige machtsoverdracht aan stadhouder Willem IV had afgedwongen, waren Lubbert Adolph en zijn broer onder de weinige Veluwse regenten, die niet uit hun functies werden verwijderd. Na de dood van Willem IV bleek hoe diep Torcks 'bekering' zat. Willem V was minderjarig en er moest óf gewestelijke óf één nationale voogdij komen. Uiteindelijk gebeurde dat laatste, maar Torck was bevreesd voor de gewestelijke soevereiniteit en was er dus op tegen. Toen in 1756 de Zevenjarige Oorlog uitbrak zat Torck weer op de oude lijn: neutraliteit en geen investeringen, die de invloed van het Oranjegezinde leger zouden kunnen vergroten.

## Torck en Wageningen
Lubbert Adolph gebruikte het Wageningse kasteel hoofdzakelijk als ambtswoning van de drost van Wageningen. Ook verhuurde Torck het huis aan R.W. van Pabst, heer van Wolfswaard, die negen keer burgemeester van Wageningen was. Zelf woonden de Torcks als ze in Wageningen waren in een van de herenhuizen aan de latere Herenstraat, op de hoek van de Kasteelse Gang. Dit is het huidige studentenhuis H6 (sinds 1917).
Aan de Achterstraat, zoals de Herenstraat toen nog heette, bouwden de Torcks met het kapitaal van Petronella tussen 1738 en 1744 drie huizenblokken met elf herenhuizen: één in 1738 direct aan de straat - de `Rosendaelse huizen' - een blok van twee huizen aan de Kromme Hoek in 1742 - 'Huize Torck' - en een in 1743 iets verder naar achteren - de `Bassecour', het middendeel van het Hoofdgebouw van de latere Landbouwuniversiteit. De huizen werden verhuurd aan gepensioneerde officieren van de Verenigde Oost-Indische Compagnie en andere gefortuneerde lieden.
 
Zo werd de Bassecour onder anderen bewoond door Pieter Adriaan van den Brande, kapitein Joost Sels, burgemeester G.C. graaf van Hogendorp, burgemeester H.P.G. Wecke, de Hattemse burgemeester Jean Louis van Alderwerelt, majoor Roeleman Ferdinand graaf van Bylandt, kolonel Spieringh, Andries Hartsinck, vice-admiraal van de Admiraliteit van Amsterdam en grootvader van Henriette d'Oultremont, kolonel Verschuur, schout bij nacht Willem baron van Wassenaer en kapitein Van Renesse.
De huurders betaalden driehonderd gulden per huis per jaar. De Torcks hadden voor 22.000 gulden in de Bassecour geïnvesteerd. 'Huize Torck' had 8.000 gulden gekost en de vijf 'Rosendaelse Huizen' 17.500.
Iets bijzonders voor die tijd was de aanleg van een riool onder de huizen. Delen daarvan werden bij de verbouwing teruggevonden.
Ook destijds zagen de Wageningers het belang van hun stadgenoot: "Heeft ooyt een adellijk Huys veel heyl en goed verleent, aen land aan stad aen Kerk aen arm en radelosen, Dit Huys van Torck met vrouw van Hoorn nu vereent, gaff en belooft nog meer voor Wageningens hulpelosen", zo declameerde Henrikus van Ravestein bij de ontvangst van Torcks bruid na een intocht met erebogen. De oorlogsbodem 'Waageningen', gebouwd in 1723, uitgerust met 36 kanonnen en 250 bemanningsleden, werd op kosten van Lubbert Adolph Torck gebouwd en vooral ingezet tegen Algerijnse piraten (de Barbarijse zeerovers) in de Middellandse Zee. Vanaf 1735 stond het schip onder bevel van kapitein Joost Sels, die later in de Bassecour kwam wonen. Het schip werd vermoedelijk in 1748 gesloopt. 
Dat Torck een speciale band met Wageningen had, staat buiten kijf. Bij de herdenkingsrede in de door hem gebouwde kerk van Rozendaal twee weken na zijn overlijden werd daar door kandidaat-predikant Johannes Claessen op gewezen: "Wageningen, daar de eerste, en grootste banden van zijn lievde leggen; ... dat hij zo veel goeds gedaan heeft, dat daar het te vooren niets was, nu wel gesteldtt, op het oog aanvallig, en in zijnen omstrek zeer vermaakelijk is".
Veel veranderingen in Wageningen die plaatsvonden tijdens het leven van Torck worden op zijn conto geschreven, ook al is daar lang niet altijd bewijs voor. Het idee om stadsloterijen te organiseren om daarmee geld binnen te halen, is wel van hem afkomstig. Deze loterijen, sinds 1724 gehouden, brachten veel geld op. In diezelfde periode werden daarmee allerlei vernieuwingen in de stad doorgevoerd. Zo werden in 1724 tien openbare hardstenen waterpompen geplaatst, waarvan de laatste bij Hotel De Wereld in de jaren vijftig in opdracht van burgemeester De Niet werd afgebroken. Eveneens in 1724 bouwde de stad een nieuwe Latijnse school, die ca. 1747 naar de Molenstraat verhuisde en waar nu enkele woningen in te vinden zijn. Een andere voorziening die in 1724 werd gerealiseerd, was straatverlichting door middel van olielampen. Torck deed in de jaren dertig ook een poging om het postverkeer met Duitsland, dat via Nijmegen liep, via Wageningen te leiden.
Het is waarschijnlijk ook aan Torck te danken dat de rigide opstelling van de protestantse overheid tegenover de katholieke godsdienst werd bijgesteld. Niet alleen kon na 1728 een pastoor in Wageningen resideren, maar in 1730 werd het de katholieken zelfs toegestaan buiten de stadsmuur een als tabaksschuur vermomde kerk te bouwen in de hoek van de Lawickse Allee en de huidige Rooseveltweg. De kerk mocht vanaf de weg niet zichtbaar zijn, zodat werd bepaald, dat er iepen voor geplant moesten worden. Op 19 oktober 1731 vaardigden de Staten van Gelderland een plakkaat uit dat de katholieken in het hele gewest de uitoefening van de Roomse godsdienst toestond onder beperkende voorwaarden.
Petronella Torck schonk de Grote Kerk in 1743 een door de Arnhemse stadstimmerman Claas Coninck gebouwde preekstoel met snijwerk van Jan Pathof. De kansel in renaissancestijl die er al stond, werd later verkocht aan Asueer Johan Torck, die ambtsjonker van Ede was. Hij plaatste de kansel in de net door Wageningens stadstimmerman Helmert van Baack verbouwde kerk van Lunteren en daar is hij nog steeds te zien. Lubbert Adolph werd op 16 oktober 1758 begraven in de kerk van Wageningen. Bij de restauratie van de kerk in de jaren veertig van de twintigste eeuw bleek de grafkelder leeg te zijn.

## Het overlijden
Torck overleed kinderloos in 1758, maar liet zijn bezittingen in Wageningen na aan zijn neef, Assueer Jan, mits deze ten minste vier maanden per jaar in Wageningen zou verblijven. Deed hij dat niet, dan verviel een en ander aan de stad Wageningen. Ook Assueer Jan was schepen van Wageningen en vervulde in 1765 en 1775 het burgemeestersambt en in 1792 en 1793 het ambt van richter. Uiteindelijk verkochten diens kleinkinderen, Henriette en Assueer Lubbert Adolf, het kasteel en andere bezittingen die zij toen nog in Wageningen hadden in 1829 aan de landeigenaar Jacob Marcus Rosenik (1775-1853). Reinhard J.C. Torck had in 1804/05 de Bassecour voor 10.300 gulden verkocht aan J.H. van Zuylen van Nievelt (1751-1828).

## Varia
In Wageningen is het Torckpark, dat deels achter het door hem gebouwde Bassecour ligt, naar hem genoemd 
Het appartementencomplex met de officieuze naam 'Torckdael' (opgeleverd vanaf 2014) heet ook naar hem. In de gebouwen zijn meerdere gevelstenen (gemaakt door Toon Rijkers) verwerkt die verwijzen naar Torcks verschillende hoedanigheden, zoals ‘De Baron’, ‘De Drost’, ‘De Jonker’ en ‘De Burgemeester’. 
Ook "Huize Torck", dat tot de brand  in 1972 aan de Kromme Hoek (Boterstraat/Herenstraat) stond was naar hem vernoemd.

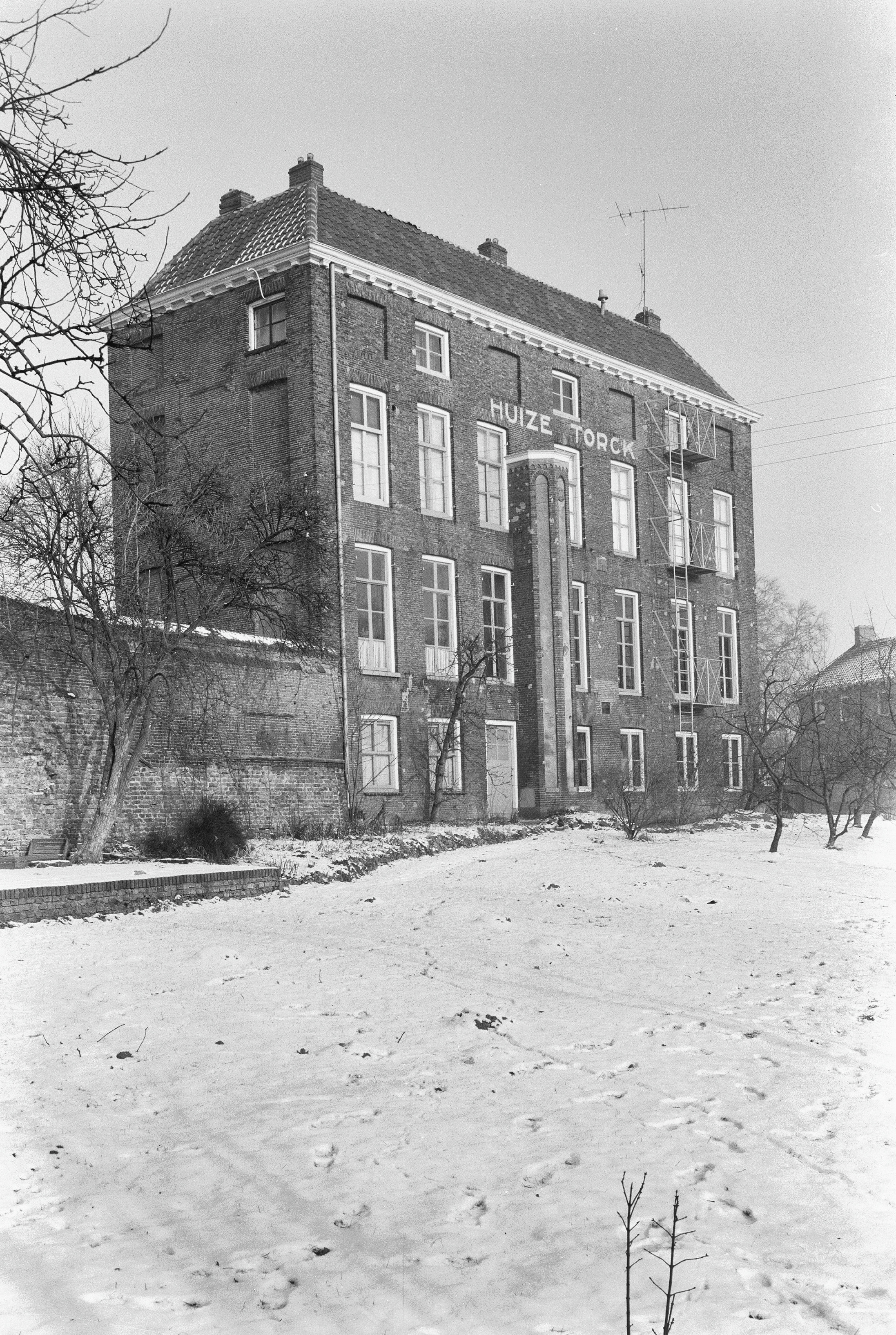
Huize Torck, zuidgevel - Wageningen - 20248876 - RCE

In 1743 kocht Torck het goed Hanepol aan.